# Erik Heil
Erik Heil (10 de agosto de 1989) é um velejador alemão, medalhista olímpico.

## Carreira

### Rio 2016
Erik Heil representou seu país nos Jogos Olímpicos de Verão de 2016, na qual conquistou medalha de bronze na classe 49er, ao lado de Thomas Plößel. 